# Herói da República (Coreia do Norte)
Herói da República (em coreano:  공화국영웅) é um título honorífico norte-coreano estabelecido em 30 de junho de 1950 como Herói da República Popular da Coreia (em em coreano:  조선인민공화국영웅). Foi o primeiro título criado no país. Embora criado apenas cinco dias após o início da Guerra da Coreia, a ligação parece fortuita. Ao todo, 533 pessoas receberam o título de Herói da República durante a guerra e muitos mais desde então.

## História
Este título foi criado em 1950 e é modelado na distinção soviética Herói da União Soviética, que foi criada em 1934.

## Elegibilidade
A atribuição deste título é bastante rara, na maioria das vezes é concedido por façanhas no campo de batalha e muitas vezes postumamente. Mais raramente e mais recentemente, é atribuído a ações a favor da paz, a atletas ou a cientistas.

## Ordem de precedência
Como não existe uma ordem de precedência acordada para os títulos, ordens e medalhas norte-coreanas, não é possível estabelecer definitivamente a posição de Herói da República, mas esta posição é considerada a mais elevada.
Mas de acordo com o Manual da Coreia do Norte da Yonhap, o Herói da República está abaixo da Ordem de Kim Il-sung, mas acima do Herói do Trabalho. Por outro lado, Martin Weiser classifica o título como "Herói do Trabalho" como sendo o mais alto.
Mas de acordo com o Manual da Coreia do Norte da Yonhap, o Herói da República está abaixo da Ordem de Kim Il-sung, mas acima do Herói do Trabalho. Por outro lado, Martin Weiser classifica o título como "Herói do Trabalho" como sendo o mais alto.

## Agraciados
- Kim Gun-ok
- Yi Wan-kun
- Kim Ki-ok
- Yi Mun-sun
- Chon Gi-ryon
- Kim Pong-ho
- Kim Il-sop
- Ri Hun
- Kim Hong-yop
- Chong Hak-pong
- Kim Chin-kol

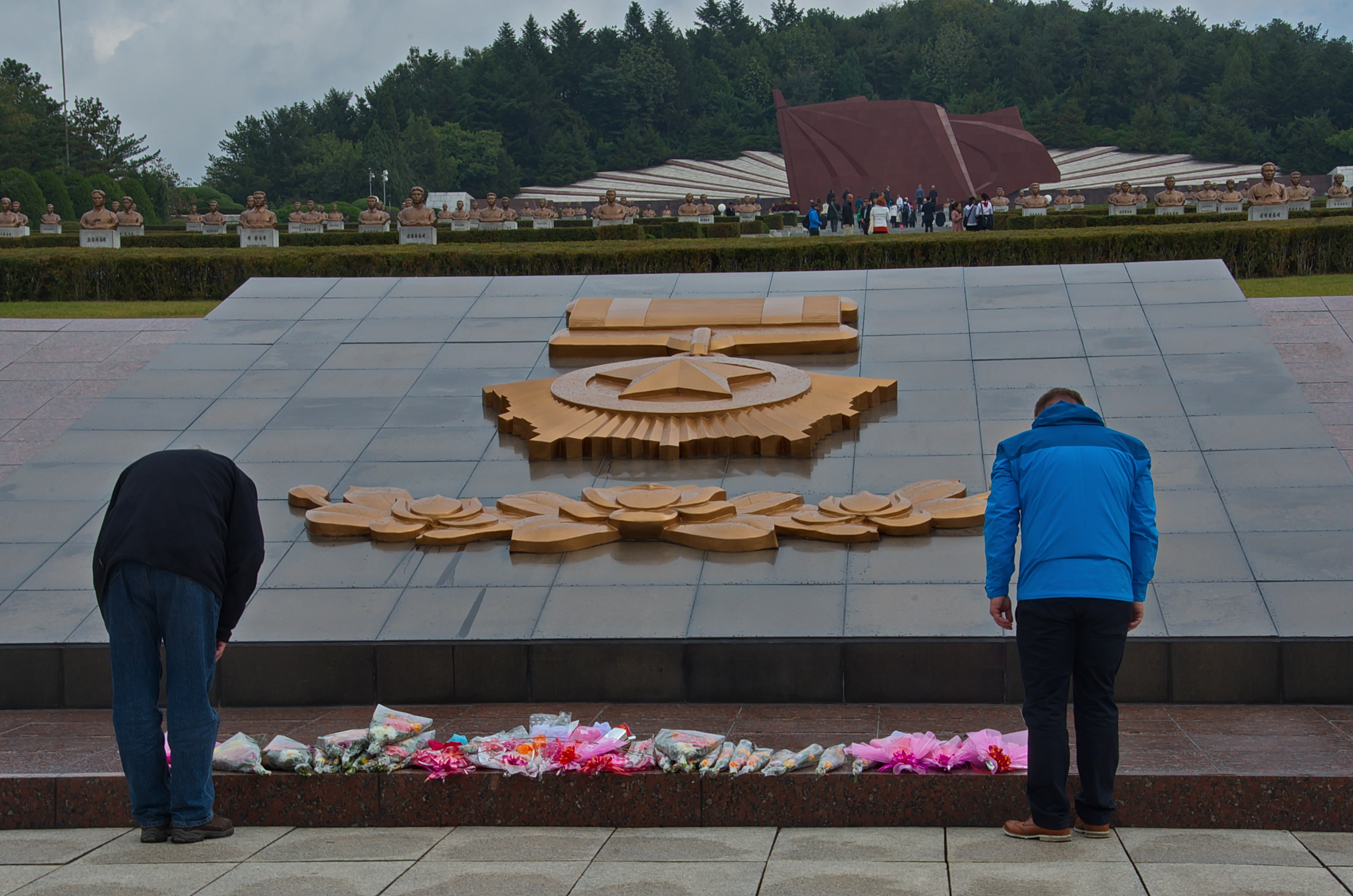
Relevo que representa o preço no cemitério dos mártires revolucionários..

- Cho Sun-ok, condecorado postumamente em 19 de junho de 1973 por se sacrificar para explodir um tanque
- Kim Ki-u, premiado pela primeira vez em 28 de março de 1951, tornou-se duplamente Herói da República em 12 de abril de 1951, abateu 11 aeronaves inimigas do final de fevereiro ao final de março
- Kang Ho-yong, morreu em 19 de fevereiro de 1951
- Shin Ki-chol, morreu em 22 de setembro de 1952
- Kim Sung-un
- Pak Hong-sin
- Pak Gye-rim
- Han Gye-yol, morreu em 23 de abril de 1951
- Pyong Ik-do, sniper na Guerra da Coreia
- Kim Ui-song, agraciado em 19 de maio de 1951
- Ri Dae-hun, morreu em 15 de setembro,
- Kim Jong-hee
- Choi Jong-ung, morreu em 3 de setembro de 1951
- Ri Chang-hae, morreu em 4 de agosto de 1950
- Park Si-ryol, morreu em 29 de julho de 1950
- Cho Gun-sil, morreu em 14 de abril de 1951
- Ho U
- Kim Chang-gum (Jang Chang-chol), dois nomes na lápide
- Kim Il-chol
- Paek Hak-rim, agraciado em outubro de 1988
- Hwang Soon-hee, agraciado em abril de 1992
- Kim Chol-man foi agraciado pela primeira vez em setembro de 1968, Vice-Chefe do Estado-Maior do Exército Popular da Coreia; mais tarde, membro-chave da Comissão Militar Central, do Politburo e da Comissão de Defesa Nacional, duplo herói em abril de 1992
- Choe Ryong-hae (1993), primeiro secretário da Liga da Juventude Kimilsungista-Kimjongilista e membro do Comitê Central; mais tarde Presidente do Presidium da Assembleia Popular Suprema e Primeiro Vice-Presidente da Comissão de Assuntos de Estado
- Lee Soo-bok
- Ri Kyong-sim, agraciado em maio de 2013
- Choi Song-suk, agraciado em abril de 1992.
- Kim Song-jin, atingido por 11 tiros
- Capitão, co-capitão, engenheiro-chefe e contramestre do submarino responsável pelo naufrágio do ROKS Cheonan em outubro de 2010
- O Marechal do Exército O Jin-u foi nomeado Herói da República em (fevereiro de 1968) e Herói Duplo (fevereiro de 1992).
- Choe Hyon, comandante do II Corpo da Coreia do Norte e Ministro das Forças Armadas Populares
- Kim Jong-suk (póstumo), esposa de Kim Il-sung e guerrilheira comunista anti-japonesa
- Jong Song-ok,  Catégorie:Article à référence nécessaire medalhista de ouro no Campeonato Mundial de Atletismo Feminino de 1999 em Sevilha
- Lee Kwon-mu, tenente-general do Exército Popular Coreano e comandante da 3ª Divisão Norte-Coreana durante a Batalha de Taejon
- Kim Il-sung, 1º Líder Supremo da Coreia do Norte, (três vezes: agosto de 1953, abril de 1972, abril de 1982)
- Kim Jong-il, 2º Líder Supremo da Coreia do Norte (quatro vezes: 1975, 1982, 1992 e 2011)
- Peng Dehuai, Yuan Shuai do Exército Popular de Libertação e comandante do Exército Voluntário do Povo Chinês durante a Guerra da Coréia
- Mao Anying (póstumo)
- Wu Xianhua (póstumo)
- Xu Jiayou (póstumo)
- Li Jiafa (póstumo)
- Choe Kwang, primeira premiação em fevereiro de 1968, duplo herói em abril de 1992.
- Josip Broz Tito, Primeiro-ministro e presidente da Iugoslávia (25 de agosto de 1977)
- Fidel Castro, Primeiro-ministro e presidente de Cuba, (março de 1986)
- Ziaur Rahman, Presidente de Bangladesh
- Vladimir Podolkhov
- Jong Kwang-son (10 de dezembro de 1996)
- Hwang Chol (24 de março de 2021)